# Aremberg (Berg)
Der Aremberg ist als tertiärer Vulkan mit 623,8 m ü. NHN der höchste Berg des Ahrgebirges (Ahreifel). Er liegt bei Aremberg im rheinland-pfälzischen Landkreis Ahrweiler. Sein Basaltkegel trägt die Burgruine Aremberg mit Aussichtsturm.

## Geographie

### Lage
Der Aremberg erhebt sich im Nordwestteil von Rheinland-Pfalz rund 2,25 km östlich der Grenze zu Nordrhein-Westfalen und gehört zum Vulkanfeld der Osteifel. Auf seinem Südwesthang liegt das Dorf Aremberg, an seinem Südostfuß die Ortschaft Antweiler. Östlich vorbei am Berg fließt ein Mittellaufabschnitt der Ahr, nördlich wird er vom westlichen Ahr-Zufluss Eichenbach umflossen.

### Naturräumliche Zuordnung
Der Aremberg gehört in der naturräumlichen Haupteinheitengruppe Osteifel (Nr. 27) und in der Haupteinheit Ahreifel (272) zur Untereinheit Nördliches Ahrbergland (272.1), wobei seine Ostflanke in der Untereinheit Mittleres Ahrtal (272.2) in den Naturraum Dümpelfelder Ahrtal (272.20) abfällt.

## Schutzgebiete
Auf einem Großteil des Arembergs liegen das Naturschutzgebiet Aremberg (CDDA-Nr. 81313; 1977 ausgewiesen; 1,3 km² groß) und das Fauna-Flora-Habitat-Gebiet Aremberg (FFH-Nr. 5506-302; 2,41 km²). Auf ihm befinden sich auch Teile des Landschaftsschutzgebiets Rhein-Ahr-Eifel (CDDA-Nr. 323834; 1980; 925,86 km²) und des Vogelschutzgebiets Ahrgebirge (VSG-Nr. 5507-401; 304,23 km²).

## Burgruine Aremberg mit Aussichtsturm
Auf der Gipfelregion des Arembergs befinden sich geringe Reste der 1166 erstmals erwähnten Burg Aremberg und in deren einstigem Gelände ein 1854 aus Ruinengestein erbauter Aussichtsturm (⊙).

## Nürburgring-Nordschleife
Der Rennstreckenabschnitt Aremberg der Nordschleife des Nürburgrings, von dem man den Aremberg sehen kann, ist nach dem Berg benannt.

## Verkehr und Wandern
Östlich vorbei am Aremberg führt im Tal der Ahr zwischen Fuchshofen und Antweiler die Landesstraße 73. Von dieser Straße zweigt in Antweiler die südlich des Bergs verlaufende Kreisstraße 6 ab, die südlich vom Dorf Aremberg auf die K 5 trifft. Letztere verbindet Dorsel durch Aremberg mit Eichenbach, um östlich davon auf die L 73 zu stoßen. Somit kann man den Berg einmal umfahren und im Dorf Aremberg bis auf seine Hochlagen fahren. Zum Beispiel an diesen Straßen beginnend kann der Berg auf Waldwegen und -pfaden erwandert werden. Nördlich vorbei am Berg verläuft ein Abschnitt einer Römerstraße.

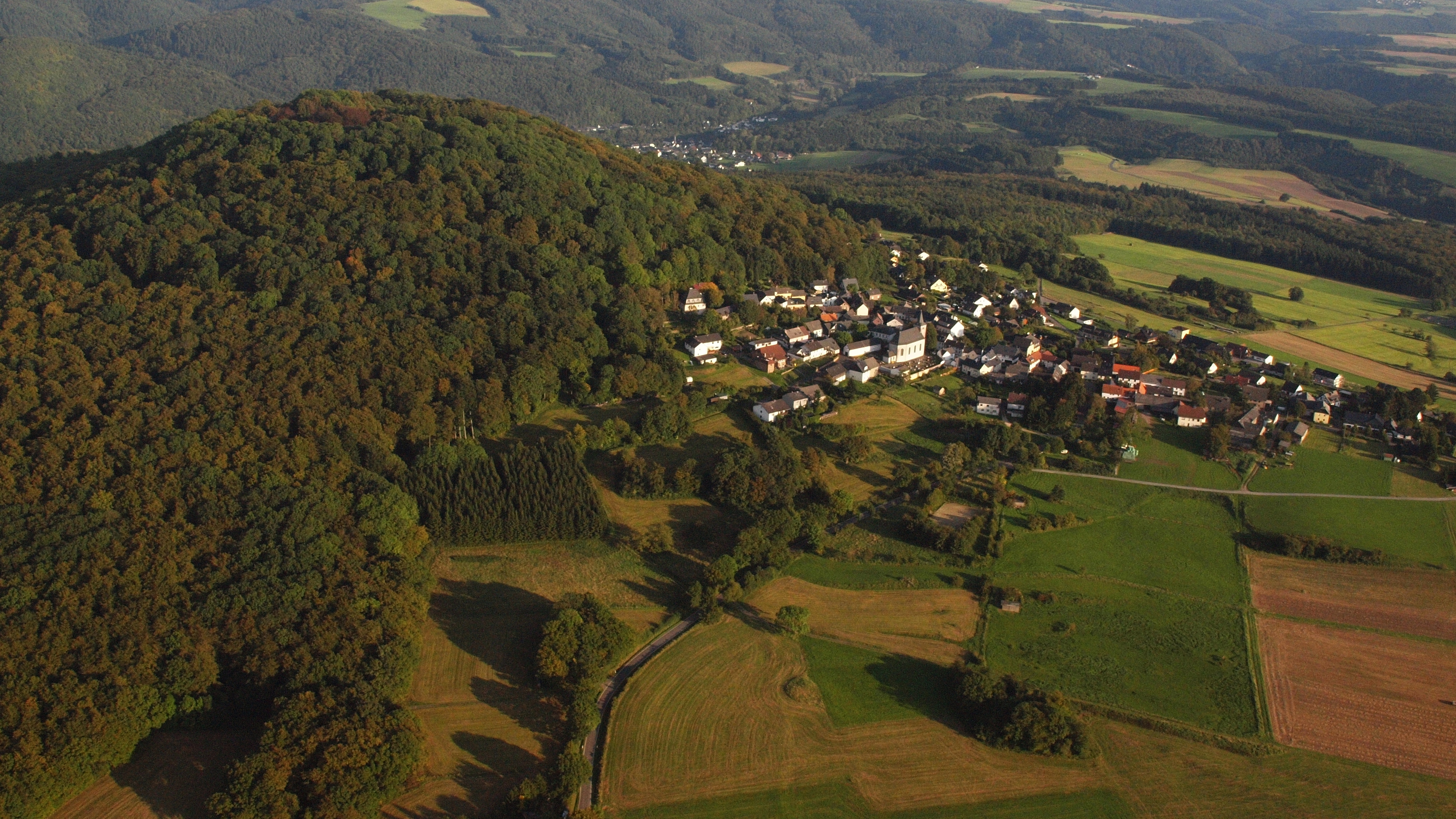
Aremberg mit gleichnamiger Ortschaft, Luftaufnahme (2014)
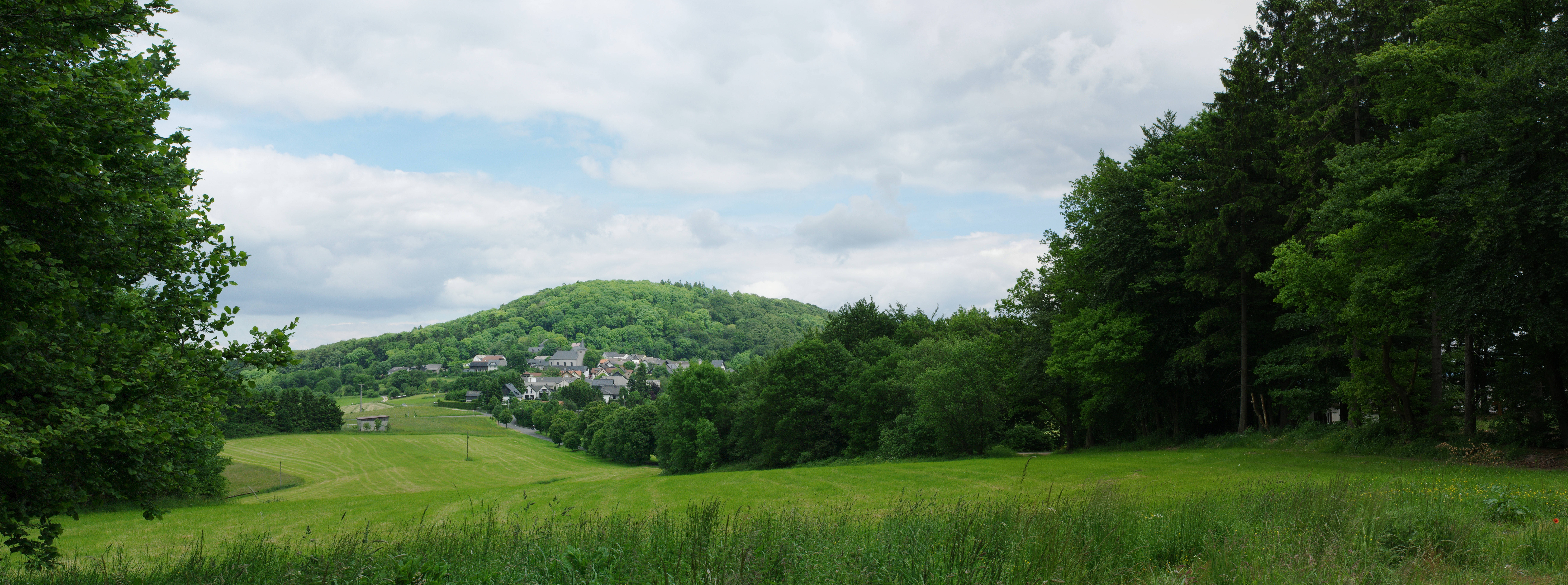
Blick vom Sportplatz eines Schullandheimes auf die Ortschaft Aremberg und den Aremberg
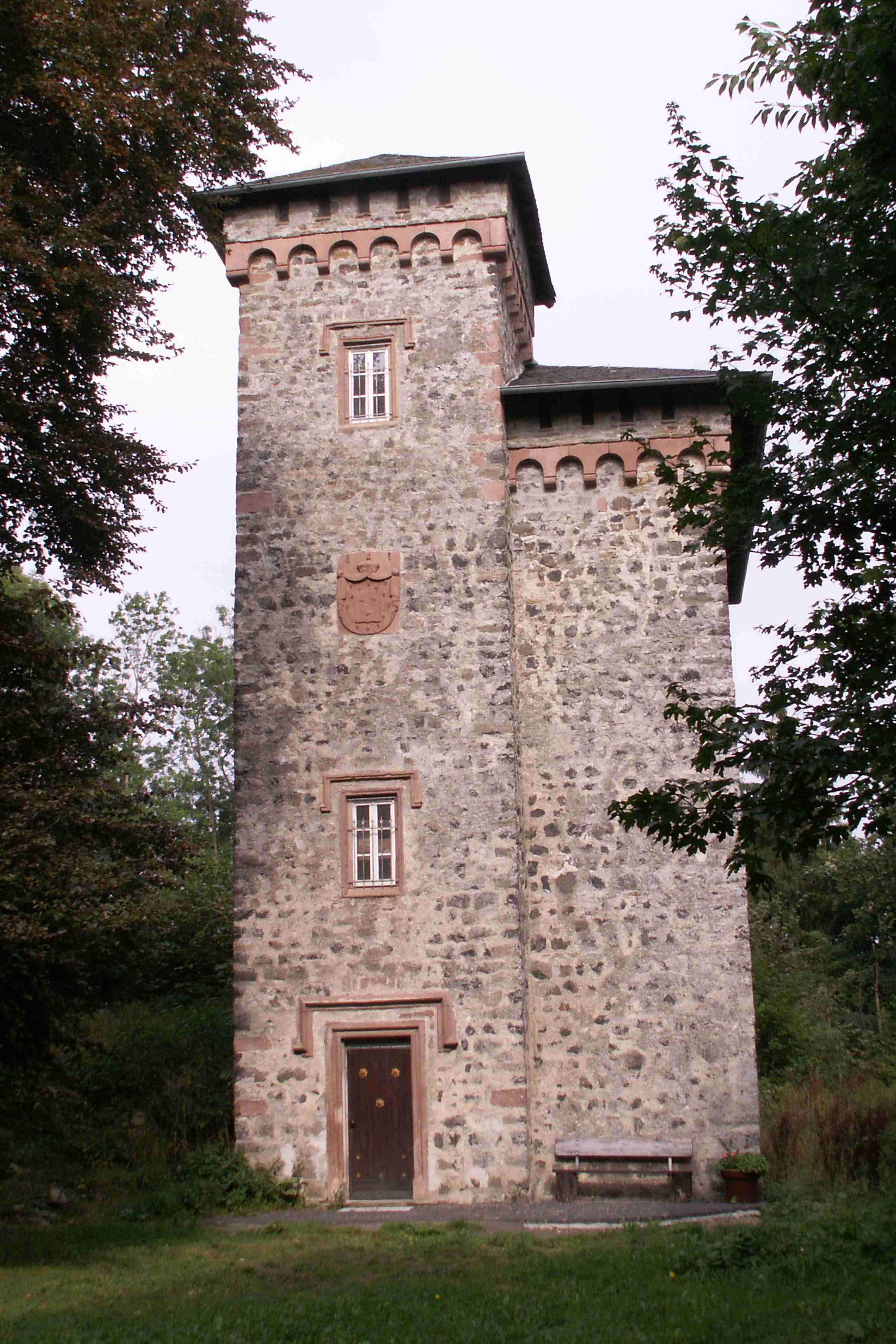
Ruine der Burg Aremberg
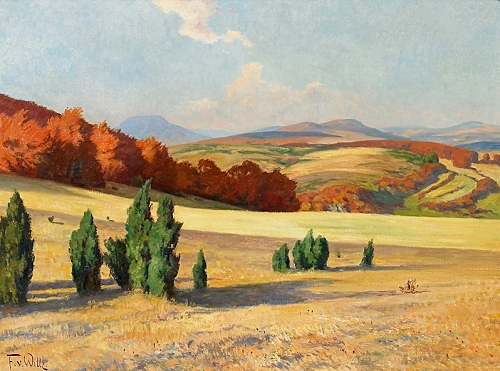
Wacholderheide und Aremberg, Gemälde von Fritz von Wille